# Crotalus intermedius
La cascabel enana, también conocida como víbora sorda, o cascabel de cabeza pequeña (Crotalus intermedius) es una especie venenosa nativa de México, de la familia Viperidae, subfamilia víboras de foseta. 
Se reconocen tres subespecies, incluyendo la subespecie nominal que se describe aquí.

## Descripción
Esta especie alcanza una longitud de 50 a 60 cm. Los machos son algo más grandes que las hembras. Klauber (1972) menciona una longitud máxima de 57 cm, aunque los especímenes en cautividad pueden crecer aún más. Los botones del cascabel van de 8 a 10. Dorso color gris, café grisáceo, café parduzco o café. Cuerpo con 36-61 manchas color negro o café oscuro con centro pálido. Barras cruzadas en la cola de 4-9, generalmente 6-7. Barbilla comúnmente blanca o crema con puntos café. Base del cascabel café. Su línea post-ocular se extiende desde el margen posterior inferior del ojo, al ángulo de la mandíbula. Supra-labiales debajo de la línea post-ocular comúnmente color crema o blanco. Infra-labiales usualmente blancas o con puntos color crema. 

## Distribución geográfica
Esta serpiente se distribuye en el centro y sur de México, más específicamente en el sureste de Hidalgo, el sur de Tlaxcala, noreste y centrosur de Puebla, el centro-oeste de Veracruz, Oaxaca (en la Sierra Juárez, Cerro San Felipe y las montañas cercanas, Sierra de Cuatro Venados, Sierra Madre del Sur, y la Sierra de Mihuatlán), y en Guerrero (en la Sierra Madre del Sur, al oeste de Chilpancingo). La descripción original no menciona una localidad tipo, pero infiere a "México" a partir del título. Smith & Taylor (1950) lo limitaron a "El Limón, Totalco, Veracruz, Mexico".

## Hábitat
Gran parte del área de distribución de esta especie se compone de bosque de pino-encino estacionalmente seco, pero también se ha encontrado en el bosque nuboso cerca de Omilteme en Guerrero, así como en el desierto cerca Cacaloapan en Puebla y Pachuca en Hidalgo. Vive a una altura entre 2000 y 3200 m s. n. m.
Las poblaciones de la localidad de Jalapa, Veracruz prefieren clima templado, al igual que las de Guerrero; las de Oaxaca, templado húmedo; las de la Sierra Madre del Sur y Sierra de Miahuatlán de Oaxaca, clima cálido subhúmedo. La especie ocurre en elevaciones de 2,000 a 3,000 m s. n. m. La NOM-059-SEMARNAT-2010 considera a la especie amenazada; la UICN2019-1 de preocupación menor. Entre los principales riesgos que pueden amenazar a la especie se encuentran la degradación de su hábitat por urbanización y desarrollos turísticos, el cambio de uso de suelo para cultivo de café, desarrollo ganadero y forestal, el establecimiento de vías de comunicación, y el temor de los lugareños al considerarla como serpiente ponzoñosa.

## Lectura adicional
- Troschel, F.H. (1865). en Müller, Johann Wilhelm. 1865. Reisen in den Vereinigten Staaten, Canada und Mexiko. III. Beiträge zur Geschichte, Statistik und Zoologie von Mexiko. Dritte Abtheilung. Die Wirbelthiere Mexikos. III. Amphibia. Brockhaus. Leipzig. xiv + 643 pp. (en alemán)